# Skalsko (Pohoří)
Skalsko je vesnice, část obce Pohoří v okrese Praha-západ ve Středočeském kraji. Leží asi jeden kilometr východně od Pohoří a čtyři kilometry východně od Jílového.

## Historie
První písemná zmínka o vesnici pochází z roku 1412.

## Obyvatelstvo
| Rok            | 1869 | 1880 | 1890 | 1900 | 1910 | 1921 | 1930 | 1950 | 1961 | 1970 | 1980 | 1991 | 2001 | 2011 | 2021 |
| -------------- | ---- | ---- | ---- | ---- | ---- | ---- | ---- | ---- | ---- | ---- | ---- | ---- | ---- | ---- | ---- |
| Počet obyvatel | 83   | 82   | 94   | 78   | 96   | 89   | 72   | 64   | 72   | 63   | 45   | 28   | 29   | 75   | 111  |
| Počet domů     | 10   | 11   | 11   | 11   | 13   | 14   | 16   | 83   | 83   | 20   | 16   | 20   | 13   | 27   | 42   |

## Obecní správa
Při sčítání lidu v letech 1869–1910 Skalsko bylo osadou obce Jílové u Prahy, se kterým patřilo nejprve do okresu Karlín, ale v letech 1880–1910 v okrese Královské Vinohrady. Od roku 1921 je částí obce Pohoří, se kterým patřilo nejprve do okresu Jílové, ale v roce 1950 v okrese Praha-východ a od roku 1961 v okrese Praha-západ.

## Pamětihodnosti
- Jihozápadně od vesnice se na břehu rybníka Trdláč nachází tvrziště Na Zámku se zbytky tvrze ze 14. století.[7]
- Přírodní památka Skalsko je typický fragment krajiny Říčanské plošiny zahrnující mokřadní společenstva s výskytem významných a zvláště chráněných druhů rostlin i živočichů (rozloha 3,6 ha).

## Další fotografie

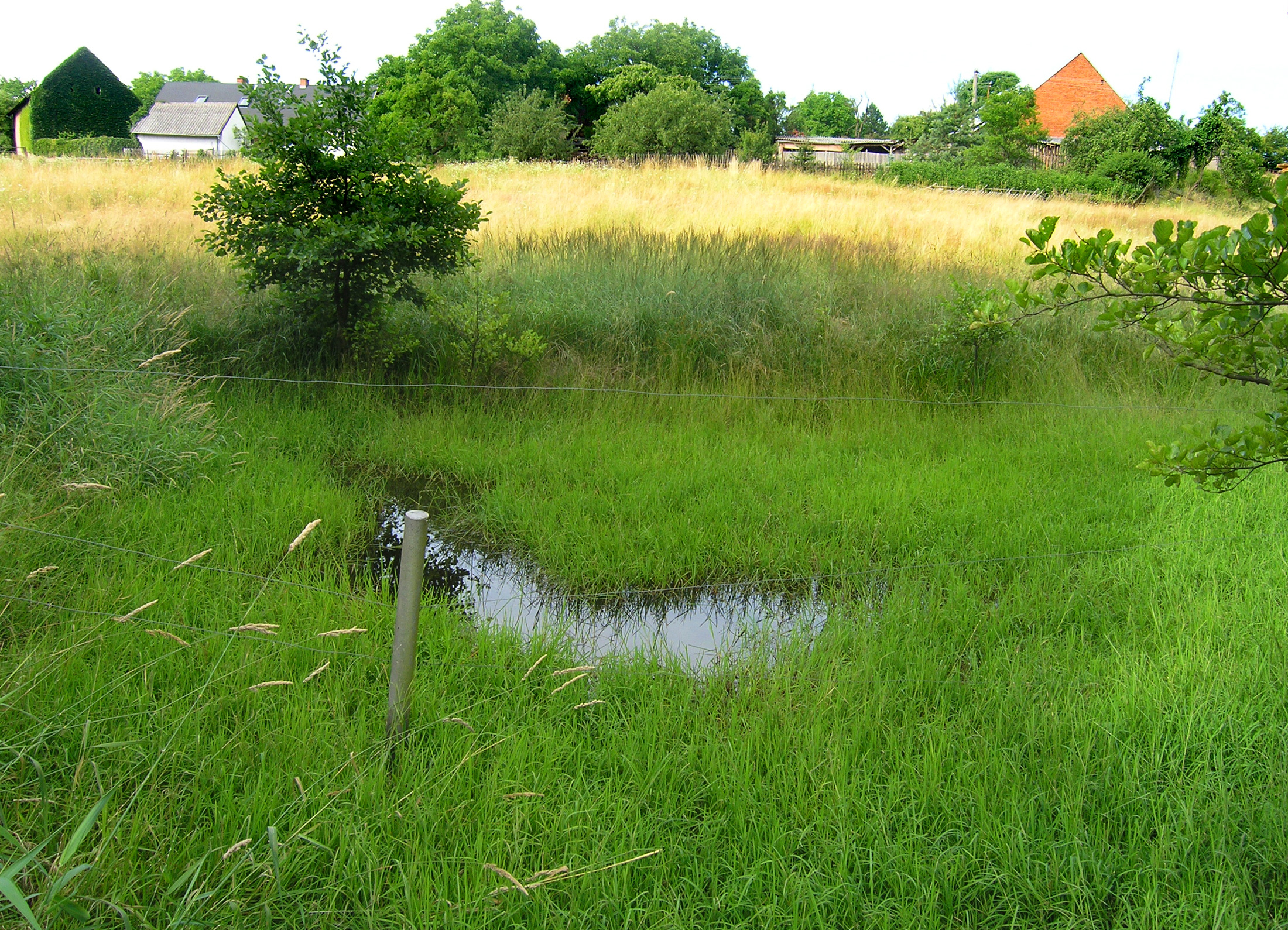
Turyňský potok u Skalska
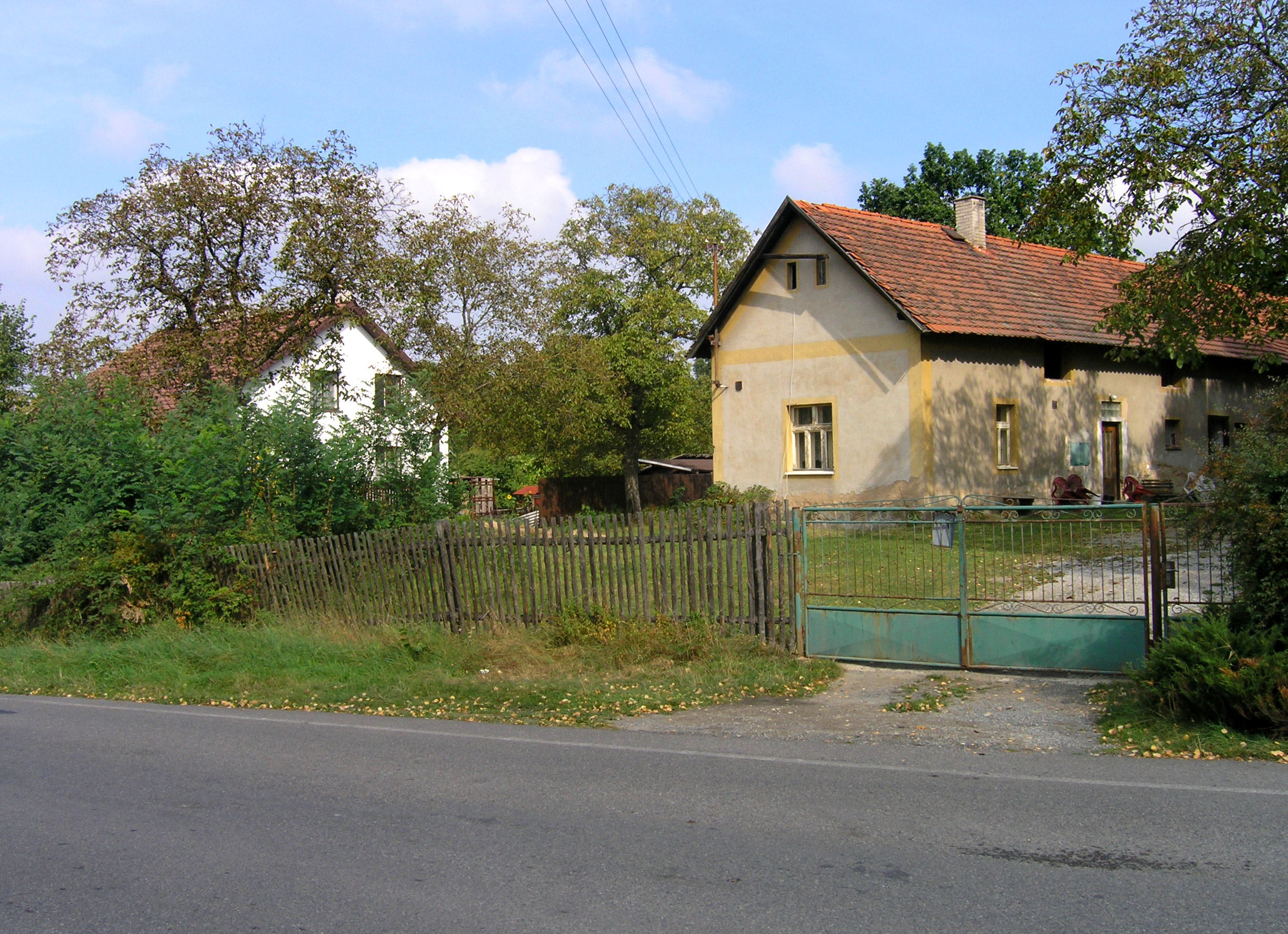
Domky u hlavní silnice
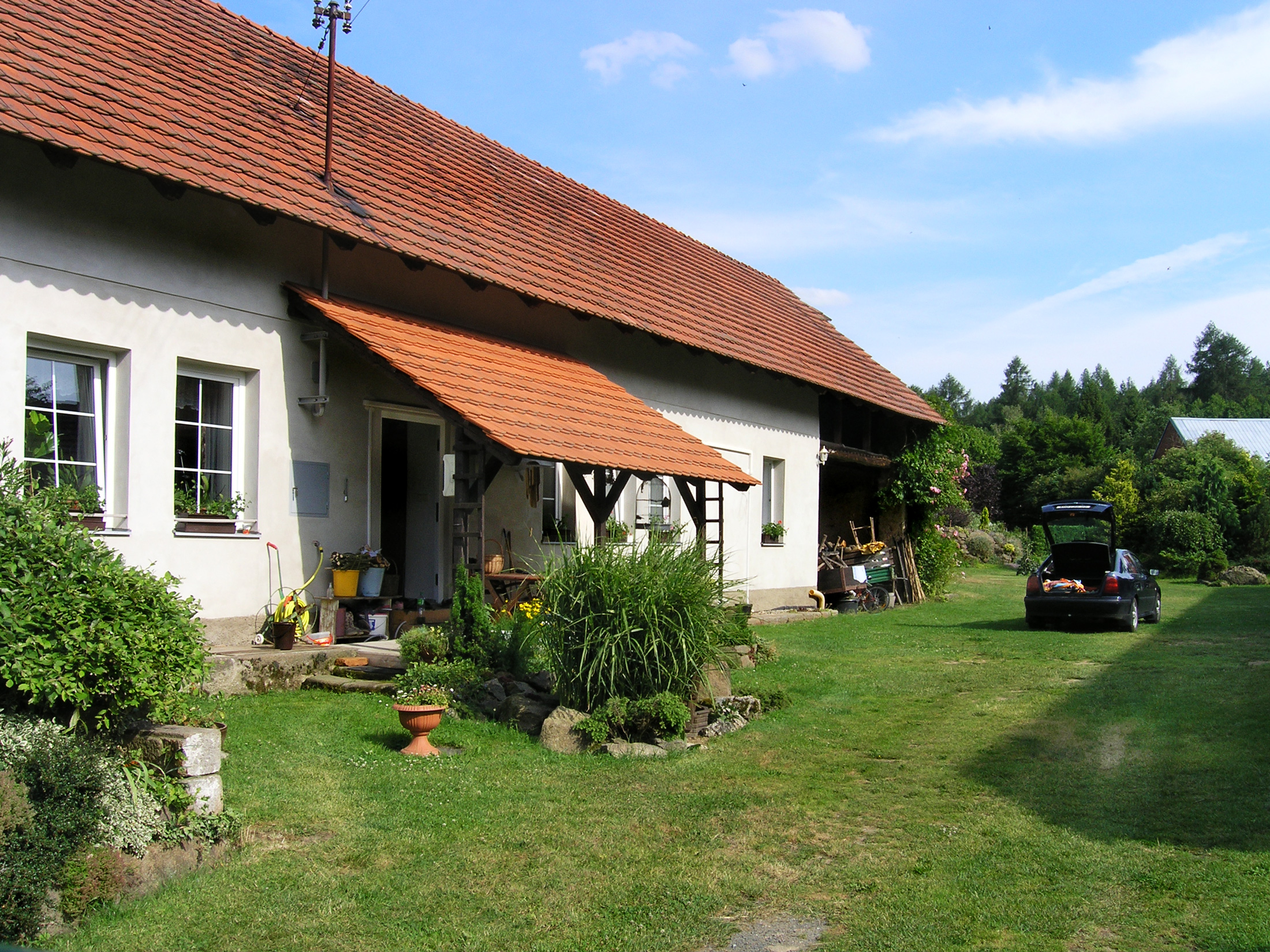
Dům čp. 104